# Willughbeia
Willughbeia es un género de plantas con flores con 56 especies de árboles del caucho perteneciente a la familia Apocynaceae. Son nativas del sudeste de Asia y en Borneo.

## Taxonomía
El género fue descrito por William Roxburgh y publicado en Plants of the Coast of Coromandel 3: 77, t. 280. 1820. La especie tipo es: Willughbeia edulis Roxb. 

## Especies seleccionadas
- Willughbeia acida
- Willughbeia angustifolia
- Willughbeia anomala
- Willughbeia apiculata
- Willughbeia auriculata